# مارکوس هدیگر
مارکوس هدیگر شاعر و مترجم اهل سوئیس است. وی ۳۱ مارس ۱۹۵۹ در زوریخ به دنیا آمد. وی در سال ۱۹۹۰ تحصیلاتش را در زمینه ادبیات و نقد ادبی در دانشگاه زوریخ به پایان رساند. سال ۱۹۷۸ اولین مجموعه اشعار خود را با نام سنگ را برنگردانید به زبان فرانسه به رشته تحریر در آورد، این مجموعه سال ۱۹۹۶ به چاپ رسید. به دنبال آن سال ۲۰۰۹ مجموعه دیگری را با عنوان زیر نور منتشر کرد.  

مارکوس هدیگر عضو انجمن نویسندگان سوئیس است. 

اشعار وی در مجله های ادبی و به زبان های مختلف منتشر و ترجمه شده اند. طلا و سایه. یک بدن عنوان مجموعه ای است که تمام اشعار وی را از سال ۱۹۷۸ تا ۲۰۰۹ در خود جای داده است.گلچین و منتخبی از اشعار مارکوس هدیگر با ترجمه مریم جلالی فراهانی در انتشارات فرهنگ آرش در دست انتشار است.